# Goerodes flexulus
Goerodes flexulus är en nattsländeart som beskrevs av Wolfram Mey 1990. Goerodes flexulus ingår i släktet Goerodes och familjen kantrörsnattsländor. Inga underarter finns listade i Catalogue of Life.